# Cartouche combustible
 (mars 2011).
Si vous disposez d'ouvrages ou d'articles de référence ou si vous connaissez des sites web de qualité traitant du thème abordé ici, merci de compléter l'article en donnant les références utiles à sa vérifiabilité et en les liant à la section « Notes et références ».

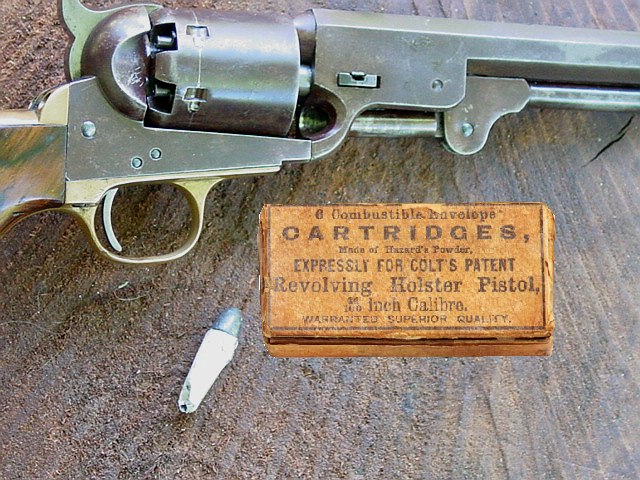
Boite de six cartouches en papier combustible.

La cartouche combustible pour les armes de poing fut très en vogue dans les années 1860 aux États-Unis pour les armes dites cap and ball (en) comme le Colt 1851, le 1860 ou le Remington 1858 pour ne citer que les plus connus. Spécialement fabriquée et employée par les militaires, faite de papier traité au nitrate de potassium et par la suite par l'acide nitrique pour le rendre très inflammable, elle contenait la charge de poudre et sa balle collée à l'aide de la graisse de lubrification de la balle. Les calibres les plus courants étant le .44 Army et le .36 Navy et plus rarement le calibre .31. Elle est de nouveau fabriquée à ce jour pour les nombreuses répliques modernes de ces armes.